# Han Aidi
Han Aidi (漢哀帝T, Hàn ĀidìP; 27 a.C. – 1 a.C.) nato col nome di Liú Xīn (劉欣T) fu un imperatore cinese appartenente alla dinastia Han.
Ascese al trono nel 7 a.C., succedendo a suo zio, l'imperatore Chengdi, e governò fino alla morte, della quale non furono mai chiarite le cause.

## Regno
Ascese al trono in età molto giovane, ma il suo breve regno fu gravato da pesanti episodi di corruzione, mentre a corte si tessevano intrighi tra clan rivali, in particolare quelli che facevano capo alle concubine vedove dei precedenti imperatori che lottavano per il titolo di imperatrice vedova e il potere che conseguiva dal possesso di tale titolo.

## Dong Xian
Le storie testimoniano che l'imperatore manifestò una predilezione per un giovane ufficiale di basso rango, chiamato Dong Xian, cui garantì privilegi e che giunse a elevare al titolo di marchese. Nonostante i due fossero entrambi sposati, si ritiene comunemente che tra i due si fosse instaurata una relazione omosessuale. Non si tratta di un fenomeno isolato nella storia degli imperatori cinesi, ma è assai probabile che gli storici abbiano posto particolare enfasi su questa relazione a causa del trattamento particolare riservato dall'imperatore al suo favorito, che elevò fino ai ranghi più alti della propria corte, nonostante il parere avverso dei consiglieri imperiali.
Quella tra Ai Di e Dong Xian è famosa nella tradizione letteraria cinese come la passione della manica tagliata (斷袖之癖). Si narra infatti che un pomeriggio i due si fossero addormentati nello stesso letto, e al proprio risveglio Ai Di abbia preferito tagliare una manica del proprio vestito pur di non svegliare il proprio amante, che ci si era assopito sopra. Da allora, una manica tagliata è un'espressione comunemente utilizzata in Cina come allusione letteraria all'omosessualità.